# Зорин, Сергей Иванович
Сергей Иванович Зо́рин (11 сентября 1911, Ашкашла, Уфимский уезд, Уфимская губерния, Российская империя — 6 февраля 1954, Уфа, РСФСР, Башкирская АССР, СССР) — участник Великой Отечественной войны, механик-водитель танка Т-34 3-го танкового полка 37-й механизированной бригады 1-го механизированного корпуса 2-й гвардейской танковой армии 1-го Белорусского фронта, старшина, Герой Советского Союза.

## Биография
Родился в семье крестьянина-бедняка. Отец погиб на фронте Первой мировой войны в 1914 году. До 1924 года воспитывался в Благовещенском детском доме.
Окончил 7 классов. Работал по найму, затем выучился на тракториста.
После службы в Красной Армии в 1935 году вернулся домой. Но вскоре решил пройти курсы вагоновожатого, которые проходили в учебном комбинате г. Куйбышева. В удостоверении, которое ему выдали, говорилось: 

Курсант Сергей Зорин за время практического обучения показал хорошую успеваемость, на выпускных испытаниях получил общую оценку «хорошо», на основании чего может быть допущен до управления трамвайным вагоном.
30 января 1937 года в Уфе прозвучал первый трамвайный звонок. На одноколейную линию, протяженностью шесть километров, вышло пять моторных и пять прицепных вагонов. На одном из трамваев вагоновожатым был двадцатишестилетний Сергей Зорин, будущий Герой Советского Союза.
Любимой работе помешала советско-финская война. Он участник этой войны. После демобилизации в 1940 году работал начальником трамвайного маршрута.
И снова война — Великая Отечественная. Сергея Ивановича призывают в ряды Красной Армии и направляют в танковое училище. С ноября 1943 года механик-водитель старшина Зорин ведёт свой танк по пыльным, трудным дорогам Великой Отечественной войны. В 1944 году вступил в ВКП.
Вот как говорится в наградных документах о его подвиге: 

Механик-водитель танка 3-го танкового полка (37-я механизированная бригада, 1-й механизированный корпус, 2-я гвардейская танковая армия, 1-й Белорусский фронт) старшина Сергей Зорин отличился в ходе Варшавско-Познанской операции. 16 января 1945 года в районе северо-западнее города Мщонува (Польша) экипаж танка проник в расположение противника, уничтожил несколько десятков гитлеровских солдат и офицеров, 150 взял в плен, захватил 2 тяжёлых орудия.
После демобилизации из армии Зорин был начальником службы движения, а затем директором трамвайного депо № 1. Избирался депутатом Уфимского городского Совета, членом партийного бюро.
Похоронен на Сергиевском кладбище Уфы.

## Награды
- Указом Президиума Верховного Совета СССР от 24 марта 1945 года за образцовое выполнение боевых заданий командования и проявленные мужество и героизм в боях с немецко-фашистскими захватчиками старшине Зорину Сергею Ивановичу присвоено звание Героя Советского Союза с вручением ордена Ленина и медали «Золотая Звезда» (№ 7234)[1].
- Орден Красной Звезды (11.10.1943)[2].
- Медаль «За отвагу» (29.06.1944)[3].
- Медаль «За отвагу» (12.10.1944)[4].
- Другие медали.

## Память
- В городе Уфа в Кировском районе 14 декабря 2021 года открыт Молодёжный центр им. С. И. Зорина
- Для увековечивания памяти Героя коллектив уфимского трамвайного депо № 1 решил ходатайствовать о присвоении депо его имени. Совет Министров РСФСР удовлетворил просьбу. Также на территории установлены памятник и мемориальная доска в память о С. И. Зорине.
- В районном центре — городе Благовещенске — в мемориале погибшим воинам-землякам установлен бюст Героя, в городском историко-краеведческом музее ему посвящён стенд.
- В деревне Рождественское Благовещенского района на здании бывшей начальной школы, где учился С. И. Зорин, об этом напоминает мемориальная доска.